# کریستینا پری روسی
کریستینا پری روسی، متولد (۱۲ نوامبر ۱۹۴۱، اروگوئه) نویسنده و شاعر.
داستان‌های کوتاه او بیشتر دربارهٔ زنان و اغلب طنزآمیز و ماوراءالطبیعی است. او از آغاز فعالیت ادبی جوایز بسیار برای اشعار و داستان‌های کوتاهش دریافت کرده است.